# Уссурка
Уссу́рка — село в Кировском районе Приморского края. Входит в состав Горноключевского городского поселения.

## География
Село Уссурка стоит в долине реки Уссури (левобережье), вблизи восточной окраины села протекает Драгучина, левобережная протока реки Уссури.
Село Уссурка расположено в 3 км к востоку от трассы «Уссури», расстояние до посёлка Горные Ключи (на север) около 10 км, до районного центра посёлка Кировский (на юг) около 13 км.

## Население
| 1926 | 1959  | 2002 | 2005 | 2010 | 2011 | 2012 |
| ---- | ----- | ---- | ---- | ---- | ---- | ---- |
| 920  | ↗2407 | ↘767 | ↗775 | ↘681 | ↘676 | ↗678 |
| 2013 | 2014  | 2015 | 2016 | 2017 | 2018 | 2019 |
| ↘675 | ↘670  | ↘646 | ↘630 | ↘614 | ↘613 | ↘598 |
| 2020 | 2021  | 2023 |      |      |      |      |
| ↘595 | ↘564  | ↘541 |      |      |      |      |

## Улицы
| - ул. Западная, - ул. Зелёный, - ул. Колхозная, - ул. Кооперативная, | - ул. Курортная, - ул. Молодёжная, - ул. Почтовая, - ул. Садовая, | - ул. Северная, - ул. Советская, - ул. Школьная, - ул. Южная. |

## Экономика
- Жители занимаются сельским хозяйством.
- В окрестностях села находятся источники минеральных вод.